# Zetetik
Zetetik (vom Altgriechischen: ζήτησις – zḗtēsis: Suche, Untersuchung) ist ein philosophischer Begriff und bedeutet eine theoretische Einstellung, für die das Suchen im Vordergrund steht.

## Begriffsgeschichte
Bereits der sokratische Dialog bei Platon gilt als ein zetetisches Verfahren. Mit Zetetikoi (Suchende) wurden in der Antike die Schüler des Skeptikers Pyrrhon bezeichnet. Für Immanuel Kant war die Methode des Unterrichts in „Weltweisheit“ zetetisch, also forschend, und nicht dogmatisch.  Ein Beispiel dieser Denkweise ist der Falsifikationismus Poppers, der die Wahrheit nur als vorläufiges Geschehen eines offenen, nicht zu beendenden Weges betrachtete. Unter Bezugnahme auf Sextus Empiricus und dessen Schrift Adversus dogmaticos spricht Lutz Geldsetzer von einer zetetischen Hermeneutik. Hans Georg Gadamer hielt die Unterscheidung von dogmatischer und zetetischer Hermeneutik selbst für dogmatisch und plädierte für ihre hermeneutische Auflösung. In der Rechtswissenschaft wird unter Zetetik die kritische, nicht an Dogmatik gebundene Textanalyse zum Zweck der Forschung verstanden.